# Escudo de Veraguas
Escudo de Veraguas est une petite île de 3.4 km² des Caraïbes et de la comarque Ngöbe-Buglé, au Panama. Bien qu'à seulement 17 kilomètres de la côté Panaméenne et isolée depuis seulement 9 000 ans, cette île est le terrain de plusieurs espèces animales qui diffèrent nettement de leurs homologues continentaux. En particulier, deux mammifères sont endémiques : le paresseux nain (découvert en 2001) et l'Artibée solitaire, une espèce de chauve-souris frugivore. Ces deux espèces sont en danger de disparition.
L'île est quasi-inhabitée. Seuls quelques pêcheurs habitent des campements saisonnièrement. Elle est la seule île du golfe des Moustiques (es).

## Géographie
Les côtes de l'ile sont composées de plages, de rochers et de mangrove.
Le centre de l'île est lui recouvert d'une forêt tropicale.
L'île possède un phare.

## Histoire

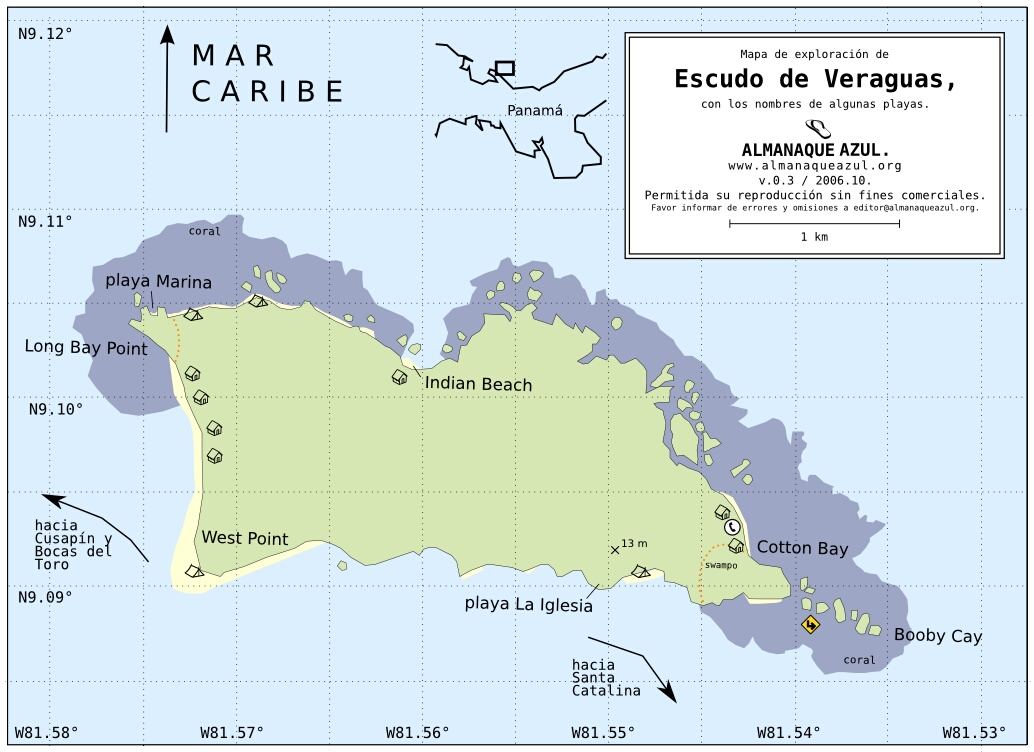
Escudo des Vargas (carte)

L'île fut observée pour la première fois le 17 octobre 1502 par Christophe Colomb, qui lui donna le nom de El Escudo. Francis Drake visita l'île en janvier 1596 pendant deux semaines. La majorité de l'équipage et Drake lui-même tombèrent malade durant ce séjour. Drake décéda le 28 janvier suivant près de Portobello, soit 5 jours après avoir quitté l'île.